# 小檜山悟
小檜山 悟（こびやま さとる、1954年1月20日 - ）は日本中央競馬会 (JRA) 美浦トレーニングセンターに所属していた元調教師。小桧山 悟とも。

## 来歴
兵庫県西宮市出身。阪神競馬場の近く（同競馬場は宝塚市に位置する）で育ち、東京農工大学（同校の1年後輩に国枝栄が在籍していた）農学部蚕糸生物学科卒業後、競走馬育成施設に4年間勤める。
1981年に美浦・畠山重則厩舎で調教助手となり、アイルトンシンボリやマイヨジョンヌを担当。1995年に調教師免許を取得し、翌1996年3月に厩舎を開業。2008年日本ダービー2着馬スマイルジャックなどを管理した。
2024年3月5日をもって定年のため、調教師を引退した。JRA通算218勝（うち重賞5勝）、地方通算74勝。

## 人物
地方競馬の指定交流競走を積極活用し、1999年には1年で110回使い、13勝を挙げた。地方交流を使うことについて2015年のインタビューで「昔は賞金も良かったし、時計が中央より何秒か遅いでしょ。遅いということは馬が痛まないから、疲労度が違うんです。今とシステムが違うから毎週のように使いに行けたし、今は賞金の格差が出ちゃったけど、当時はすべてが中央と同じ賞金で、メリットしかなかったんですよ。中には、「馬主は中央で使いたくて馬を入れてるんだぞ、俺は絶対に地方には行かない」って言う人もいたけれど、交流には交流の良さがありますから」と語っている。2014年に地方交流競走出走1000回を達成しNARグランプリで特別表彰を受けた。
中央競馬においても実力ある地方競馬の騎手を積極的に起用し、2003年には船橋競馬場所属の左海誠二が騎乗したイルバチオでアイビスサマーダッシュを制し、初の重賞優勝を果たした。
息子の小桧山聡平は調教助手（高木登厩舎所属）。
息子の中学時代の同級生である大相撲元力士・稀勢の里寛の私設後援会会長を務めていた。

## 逸話
ゴリラ愛好家で、2016年には写真集『GORILLA My God 我が神、ゴリラ』を出版している。高校時代に親の海外赴任に帯同してナイジェリアで生活していた時期があり、現地の動物園でゴリラに出会って以来ゴリラを追い続けている。2016年10月14日放送の『タモリ倶楽部』「サラブレッドより…好き! JRA調教師が愛したゴリラ」の回に出演し、ゴリラの種類や分布について解説した。2013年にゴリラのトレッキングツアーに初参加して以来アフリカを十数回訪れ、撮りためた写真の数は8000枚に及び、2024年にはその中から約100枚を厳選した写真集『マウンテンゴリラ〜森に棲む賢者たち〜』を出版した。
父が技術屋で家にカメラがたくさんあり、小学生の頃から写真撮影から現像、プリントまで行っていた。大学生の時には馬の写真集を作り、他の学生には将来はプロのカメラマンになると思われていたという。
本業の傍らで執筆活動も行っており、調教師時代には調教開始前の午前2時から2時間を日々の執筆活動に充てていた。著作活動を始めたきっかけは作家で馬主でもある浅田次郎が所有していた芦毛馬メダイヨンの京都・上賀茂神社の神馬への転身だった。「そのいきさつを調べているうちに記録として残しておかなきゃいけないと。別の人が書けばもっといいものができたと思うけど」と語っている。主な著書に馬を用いた伝統行事や在来馬の歴史を綴った「馬を巡る旅」シリーズがあり、2023年には馬事文化の普及に貢献したとしてJRA理事長特別表彰を受けている。2021年4月から『週刊Gallop』でエッセー「私の馬研究ノート」を連載している。

## 調教師成績
|            | 日付          | 競馬場・開催  | 競走名                 | 馬名               | 頭数 | 人気 | 着順 |
| ---------- | ------------- | ------------- | ---------------------- | ------------------ | ---- | ---- | ---- |
| 初出走     | 1996年3月2日  | 1回中山3日11R | '96グローバルC         | プリンセストウジン | 12頭 | 5    | 5着  |
| 初勝利     | 1996年6月30日 | 3回中山6日2R  | 4歳未勝利              | フレンドパーク     | 12頭 | 6    | 1着  |
| 重賞初出走 | 1998年7月19日 | 2回函館4日11R | 函館スプリントS        | ヒットパーク       | 13頭 | 11   | 12着 |
| 重賞初勝利 | 2003年8月24日 | 3回新潟4日11R | アイビスサマーダッシュ | イルバチオ         | 15頭 | 6    | 1着  |
| GI初出走   | 2000年4月16日 | 3回中山8日11R | 皐月賞                 | ニシノアラウンド   | 18頭 | 17   | 10着 |

## おもな管理馬
- イルバチオ（2003年アイビスサマーダッシュ[7]）
- スマイルジャック[16]（2008年スプリングステークス、2009年関屋記念、2011年東京新聞杯）
- ベンチャーナイン[9]（2008年プリンシパルステークス）
- トーラスジェミニ（2021年七夕賞）
- その他、浅田次郎の所有馬（ライブインベガスなど）、志村けんの所有馬（ダイジョブダア、トノノオナリーなど）、萩本欽一の所有馬（ジョブックコメンなど）、堀江貴文の所有馬ホリエモン[17]など著名人の馬も多く管理していた。

## おもな厩舎所属者
騎手
- 高野和馬（2004[18] - 2006年、2022年2月21日 - 2024年2月29日[19]）
- 山田敬士（2018年3月1日‐2023年3月20日[20]）
- 原優介（2020年8月11日‐2023年3月20日[20]）
- 佐藤翔馬（2023年3月1日-2024年3月5日[21]）

調教助手
- 青木孝文（2017年厩舎開業）
- 小手川準（2020年厩舎開業）
- 堀内岳志（2022年厩舎開業）

## 著書
- 『馬を巡る旅』三才ブックス、2016年、ISBN 978-4-86199-906-2
- 『馬を巡る旅～遙かなる旅路～』三才ブックス、2017年、ISBN 978-4-86673-016-5
- 『馬を巡る旅～旅路の果ての夢～』三才ブックス、2018年、ISBN 978-4-86673-080-6
- 『馬を巡る旅～厩舎の四季～』三才ブックス、2019年、ISBN 978-4-86673-162-9
- 『馬を巡る旅～旅の終わりに～』三才ブックス、2020年、ISBN 978-4-86673-228-2
- 『尾形藤吉～競馬界の巨人が遺したもの～』三才ブックス、2022年、ISBN 978-4-86673-305-0
- 『写真で見る 馬を巡る旅』三才ブックス、2023年、ISBN 978-4-86673-365-4
- 『私の馬研究ノートI 蹄音の誘い』ラトルズ、2023年、ISBN 978-4-89977-543-0